# Cheiloporina haddoni
Cheiloporina haddoni är en mossdjursart som först beskrevs av Harmer 1902.  Cheiloporina haddoni ingår i släktet Cheiloporina och familjen Cheiloporinidae. Inga underarter finns listade i Catalogue of Life.